# 겨울 빛
《겨울 빛》(Winter Light, Nattvardsgasterna)은 스웨덴에서 제작된 잉그마르 베르히만 감독의 1963년 드라마 영화이다. 잉그리드 서린 등이 주연으로 출연하였고 알랜 이케런드 등이 제작에 참여하였다.

## 출연

### 주연
- 잉그리드 서린
- 거너 본스트랜드

### 조연
- 건넬 린드브롬
- 막스 폰 시도우
- 앨런 에드월

## 기타
- 미술: P.A. Lundgren
- 의상: Mago